# SAFAT機槍
SAFAT機槍是由意大利布雷達公司研製及生產的空用機槍，被分成發射英式.303彈（7.7毫米×56R）型和發射意大利自行研發的12.7毫米×81SR重機槍子彈型。
1929年，義大利皇家空軍希望有一種更好的空用槍械替換一戰研發的菲亞特機槍對抗新一代敵機，布雷達公司以白朗寧M2重機槍為基礎研發，並打敗菲亞特的子公司SAFAT研製樣槍，最後促使菲亞特釋出SAFAT被布雷達合併，因此槍枝被稱為Breda-SAFAT機槍。
SAFAT機槍在1930年代起成為義大利軍用機最為普及的武器，除了戰鬥機的固定武裝，轟炸機上的防禦機槍也使用這款武器，因此布雷達開發了配套槍架，部分槍架甚至作為地面防空武器使用。儘管SAFAT機槍重量輕、射速快、火力投射密度旺盛，然而它的火力只能滿足到1930年代末後期至1940年初期的需求，原因在彈藥。7.7公厘子彈威力不足是在各國意料之內，因此在研發初已要求使用12.7公厘子彈，問題是相較其它國家的彈藥，義大利使用的是較短的子彈，子彈動能只有其它國家的6成（1萬焦耳、相比下12.7×99毫米標準彈頭為1萬8千焦耳），子彈重量也較其他國家要輕，破壞力與射程較同口徑機槍居劣，因此義大利在戰爭中期開始引進德國MG 151機炮解決火力劣勢問題。
SAFAT機槍（12.7 毫米口徑）也隨著BR.20轟炸機售予日本，名古屋兵工廠以仿製型Ho-102重機槍爭取帝國陸軍新型空用槍械訂單，但不敵仿製白朗寧M2重機槍的Ho-103重機槍，不過帝國陸軍很喜歡其子彈，以及配備的輕量型燃燒彈，因此在日本國內也仿製量產。原本子彈的引信安全型問題以更換更可靠的引信解決。

## 使用國家
- 中華民國
- 義大利王國
- 大日本帝国
- 西班牙
- 瑞典

## 外部連結
- 舊日本陸海軍航空槍炮發展史（页面存档备份，存于）